# Mater Dolorosa (Bad Rippoldsau)

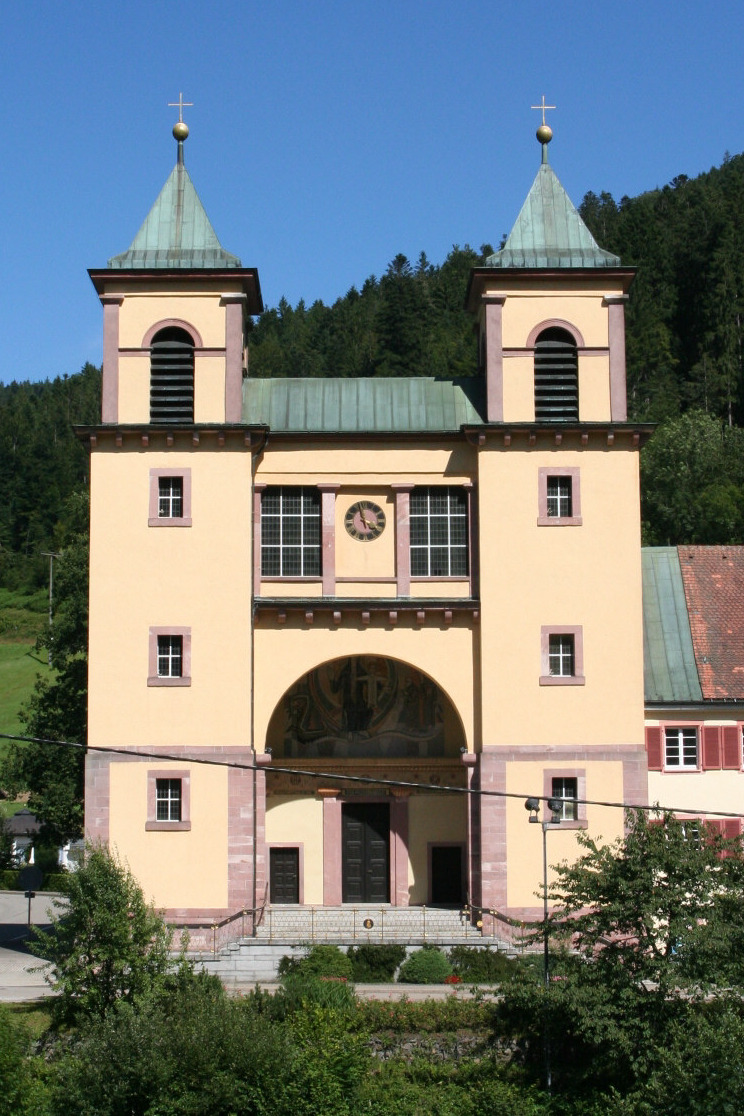
Mater Dolorosa in Bad Rippoldsau

Die römisch-katholische Wallfahrtskirche Mater Dolorosa steht in Bad Rippoldsau-Schapbach, einer Gemeinde im Landkreis Freudenstadt in Baden-Württemberg. Das Bauwerk ist beim Landesamt für Denkmalpflege Baden-Württemberg als Baudenkmal eingetragen. Die Kirchengemeinde gehört seit der Dekanatsreform am 1. Januar 2008 zum Dekanat Offenburg-Kinzigtal im Erzbistum Freiburg und zudem zur Seelsorgeeinheit Oberes Wolftal.

## Beschreibung
Der 1828/29 nach einem Entwurf von Christoph Arnold errichtete klassizistische Kirchenbau ersetzte die bestehende Klosterkirche. 1953–56 und 1980–96 fanden Umgestaltungen statt. Die Saalkirche besteht aus einem Langhaus mit fünf Achsen, einem eingezogenen, dreiseitig geschlossenen Chor im Osten und einer Doppelturmfassade im Westen. In beiden Kirchtürmen befinden sich Glockenstühle, auf die sich die fünf Kirchenglocken verteilen.
Der Innenraum des Langhauses ist mit einer Kassettendecke überspannt. Über dem Tabernakel des Hochaltars im Chor befindet sich ein Gnadenbild, das seit dem 14. Jahrhundert Ziel einer Wallfahrt ist. Der Kreuzweg stammt von Rainer Dorwarth. Die Orgel wurde 1995 von der Firma Mönch Orgelbau errichtet.